# Typhloceras poppei
Typhloceras poppei är en loppart som beskrevs av Wagner 1903. Typhloceras poppei ingår i släktet Typhloceras och familjen mullvadsloppor.

## Underarter
Arten delas in i följande underarter:
- T. p. poppei
- T. p. orientalis